# 富谷市総合運動公園
富谷市総合運動公園（とみやしそうごううんどうこうえん）は、宮城県富谷市一ノ関にある運動公園である。

## 概要
当運動公園は、富谷町（現・富谷市）北部国道4号の西側、ひより台2丁目に隣接する位置に、1987年（昭和62年）に開園となった。スポーツセンター、武道館、グラウンド、テニスコート、レクリエーション広場があり、各種スポーツを楽しめる。個人でも団体でも利用できるほか、市主催のスポーツ教室やスポーツ大会などが開催される。スポーツセンターは女子V・チャレンジリーグ・仙台ベルフィーユの練習場として使用されているほか、とみやマーチングフェスティバルの会場でもある。

## 施設・設備
- 富谷スポーツセンター 
  - メインアリーナ - 夜間一般開放、使用料：大人100円、児童生徒50円
  - サブアリーナ
  - 幼児運動室
  - 種々の器具のあるトレーニング室 - 使用料：100円
  - 会議室
  - 盲導犬の受け入れ
  - 車椅子対応トイレ
  - その他（障害者用エレベータ）
  - 車椅子貸出あり
- 武道館 - 柔道や空手、剣道などの競技が行える。
- グラウンド - 少年野球、市野球協会の野球、運動会、ソフトボール、ゲートボールなど屋外スポーツの開催も出来る。
- テニスコート - 全天候型6面
- レクリエーション広場 - 2,750m2

## アクセス
- 仙台市地下鉄南北線・泉中央駅より宮城交通バスで約30分、「富谷学校前」バス停下車
- 東北自動車道・大和ICより約10分、泉ICより約20分、
- 仙台北部道路・富谷ICより約10分

- 駐車場
  - 普通車196台・無料